# Hans Abel
Hans Abel (fl. 1494) è stato un pittore tedesco.

## Biografia
Non ci sono particolari notizie sulla sua vita, ma si ritiene sia l'autore delle notevoli vetrate della Duomo di Francoforte sul Meno, oltre che di altre chiese della città.